# Toutenant
Toutenant település Franciaországban, Saône-et-Loire megyében. Lakosainak száma 173 fő (2022. január 1.). Toutenant Pontoux, Frontenard, Saint-Bonnet-en-Bresse, Saint-Didier-en-Bresse, Sermesse és Verdun-Ciel községekkel határos.

## Népesség
A település népessége az elmúlt években az alábbi módon változott:
| Lakosok száma | 188  | 189  | 195  | 190  | 194  | 194  | 187  | 180  | 173  |
|               | 2013 | 2015 | 2016 | 2017 | 2018 | 2019 | 2020 | 2021 | 2022 |